# 近藤芳美
近藤 芳美（こんどう よしみ、男性、1913年5月5日 - 2006年6月21日）は、日本の歌人。
本名は近藤 芽美（読みは同じ）。戦後の歌壇を牽引する歌人として活動し、文化功労者に選ばれた。長年「朝日歌壇」（朝日新聞）の選者を務めたことで知られるほか、建築家としての顔も持ち、ゼネコンや大学に籍を置く。
東工大建築科卒。「アララギ」に入会、土屋文明に師事。1948年刊行の『埃吹く街』は戦後の短歌の方向を樹立したものといわれている。戦争経験をもつ知識人の立場から時代状況を鋭く歌いつづけた。ほかに『黒豹』(1968年)など。

## 生涯
1913年、慶尚農工銀行（後の朝鮮殖産銀行）に勤務する父の赴任先だった朝鮮・慶尚南道の馬山で出生。12歳で帰国し、父の郷里・広島市鉄砲町（現・広島市中区鉄砲町）で育つ。広島県立広島第二中学校（現・広島観音高）時代の教師に影響を受け、短歌に関心を抱いた。旧制広島高校（現広島大学）在学中に、広島市近郊で療養中の歌人中村憲吉を訪ね、「アララギ」に入会、本格的に作歌を始めた。以後、中村及び土屋文明に師事した。
東京工業大学卒業後、清水建設に入社。設計技師として勤務する傍ら、アララギ同人としての活動を継続した。戦時中は中国戦線に召集された。終戦後の1947年、加藤克巳、宮柊二ら当時の若手歌人と「新歌人集団」を結成。同年、評論『新しき短歌の規定』を発表した。またこの頃、鹿児島寿蔵や山口茂吉、佐藤佐太郎らと共に「関東アララギ会」を結成している。
1948年、妻で歌人のとし子（本名＝年子）への愛情などを綴った処女歌集『早春歌』を上梓。同年刊行の歌集『埃吹く街』と共に注目を集め、戦後派歌人の旗手としてのデビューを飾った。
1951年、岡井隆、吉田漱、細川謙三、金井秋彦、相良宏、田井安曇、上野久雄、河野愛子、川口美根子、米田律子らとともにアララギ系短歌結社「未来短歌会」を結成、同時に歌誌『未来』を創刊し、これを主宰。李正子、石田比呂志、大田美和、佐伯裕子、道浦母都子など社会派的な傾向を持つ歌人を多く育成した。また、現代歌人協会の設立に尽力し、1977年以来約15年に亘って同協会の理事長の任にあり続けた。建築家としてはプレハブ工法とコンクリートの凝結の専門家で1961年に工学博士。1973年から1984年まで神奈川大学工学部建築学科教授を務めた。
このほか、朝日新聞をはじめ、中国新聞、信濃毎日新聞などの短歌欄の選者として、市井の人々による短歌に対し積極的な評価を行った。高校生時代の萩原慎一郎の短歌の評も行った事でも知られる。
殊に朝日新聞の「朝日歌壇」では、1955年から2005年1月まで約半世紀に亘って選者を務めた。
2000年から2001年にかけて、これまでの歌集や評論をまとめた『近藤芳美集』（全10巻、岩波書店）が刊行された。
2006年6月21日午前10時1分、心不全（毎日新聞によれば、前立腺癌）のため、東京都世田谷区の至誠会第二病院で死去。93歳。遺志により、葬儀・告別式は親族のみで行われ、同年9月1日、未来短歌会主催による「近藤芳美をしのぶ会」が開催された。死後、正四位に叙され、旭日重光章を授けられた。

## 短歌理論
「新しき短歌の規定」において、ごてごてした装飾を排した素材主義をとることを宣言。戦後短歌は、人々の生活の実感に基づいたリアリズムによるべきだと主張しつつ、ややもすると宗匠主義に陥ることのあったアララギを内部から批判し、また、当時さかんであった、人民短歌に代表される日本共産党系の歌人についてもその公式主義や安易さを批判した。結果として、アララギ内部では、歌と政治を峻別しないと批判され、左翼からは傍観者と批判されることになる。
（以下未完）

## 年表
- 1913年　出生
- 1932年　「アララギ」に入会
- 1947年　
  - 「新歌人集団」を結成
  - 評論『新しき短歌の規定』発表
- 1948年　 歌集『早春歌』、『埃吹く街』を刊行
- 1951年　6月、歌誌『未来』を創刊、編集発行人に就任
- 1956年　現代歌人協会設立
- 1969年　『黒豹』（1968年）で第3回迢空賞を受賞
- 1977年　 現代歌人協会理事長に就任（〜1991年）
- 1986年　『祈念に』（1985年）で第1回詩歌文学館賞を受賞
- 1991年　
  - 『営為』（1990年）で第14回現代短歌大賞を受賞
  - 「近藤芳美方」としていた『未来』発行所を、東京都中野区東中野に移転。同時に発行人名義を岡井隆に譲る
- 1994年　『希求』（1994年）で第6回斎藤茂吉短歌文学賞を受賞
- 1996年　文化功労者
- 2006年　死去

## 著書
- 『早春歌』四季書房、1948年　十字屋書店、1950年
- 『埃吹く街』草木書店、1948年　のち短歌新聞社文庫
- 『静かなる意志』白玉書房、1949年
- 『歴史』白玉書房、1951年
- 『新しき短歌の規定』十字屋書店、1953年　のち講談社学術文庫
- 『冬の銀河』白玉書房、1954年
- 『愛と生活の歌』大日本雄弁会講談社（ミリオン・ブックス）1958年
- 『或る青春と歌』大村書店、1959年
- 『喚声』白玉書房、1960年
- 『石川啄木における文学と生』垂水書房、1964年
- 『青春の碑』垂水書房、1964年
- 『アカンサスの庭』国際図書、1965年
- 『土屋文明 近代短歌人と作品』桜楓社、1968年
- 『黒豹』短歌研究社.、1968年
- 『異邦者』短歌研究社、1969年
- 『茂吉死後』短歌新聞社、1969年
- 『遠く夏めぐりて』昭森社、1974年
- 『無名者の歌』新塔社、1974年[1] のち岩波同時代ライブラリー
- 『鑑賞 土屋文明の秀歌』短歌新聞社、1975年
- 『吾ら兵なりし日に―早春歌・補遺』短歌新聞社、1975年
- 『アカンサス月光』短歌新聞社、1976年
- 『流星群』短歌新聞社（現代歌人叢書）、1978年
- 『楽章』至芸出版社、1979年
- 『短歌思考』短歌新聞社、1979年
- 『短歌入門』筑摩書房、1980年
- 『少年の詩』筑摩書房、1980年
- 『樹々のしぐれ』蒼土舎、1981年
- 『愛のうた』沖積舎、1982年
- 『聖夜の列』蒼土舎、1982年
- 『中国感傷―一歌人の中国紀行』造形センター、1984年
- 『祈念に』不識書院、1985年
- 『歌い来しかた―わが短歌戦後史』岩波新書、1986年
- 『現代短歌指針―短歌のはじめに』六法出版社、1987年
- 『歌と生 歌と旅―歌人として生きて』六法出版社、1987年
- 『磔刑』短歌新聞社、1988年
- 『営為』六法出版社、1990年
- 『戦争と短歌』岩波ブックレット、1991年
- 『風のとよみ』砂子屋書房、1992年
- 『短歌と思想』砂子屋書房、1992年
- 『土屋文明論』六法出版社、1992年
- 『人間の歴史と歌』ながらみ書房、1993年
- 『近藤芳美歌集』短歌研究社（短歌研究文庫）1993年
- 『希求』砂子屋書房、1994年
- 『甲斐路・百首』山梨日日新聞社、1996年
- 『メタセコイアの庭』砂子屋書房、1996年
- 『未明』砂子屋書房、1999年
- 『命運』砂子屋書房、2000年
- 『土屋文明』おうふう、2000年
- 『近藤芳美集』全10巻　岩波書店、2000年
- 『岐路』砂子屋書房、2004年
- 『［短歌と人生］語録―作歌机辺私記』砂子屋書房、2005年

## 関連書籍
- 岡井隆『近藤芳美と戦後世界』蒼土舎 1981
- 石田比呂志『芳美一〇〇選 近藤芳美秀歌鑑賞』砂子屋書房 1990
- 大島史洋『近藤芳美論』現代短歌社 2013